# Trigonomyia ananas
Trigonomyia ananas är en tvåvingeart som beskrevs av Peter Kolesik 1996. Trigonomyia ananas ingår i släktet Trigonomyia och familjen gallmyggor. Inga underarter finns listade i Catalogue of Life.